# Sean Elliott
Sean Michael Elliott (Tucson, Arizona, 2 de febrero de 1968) es un exjugador de baloncesto estadounidense que disputó doce temporadas en la NBA. Con 2,03 metros de altura, jugaba en la posición de alero.

## Trayectoria deportiva

### Universidad

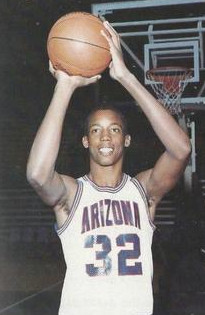
Elliot con Arizona Wildcats en 1987.

Elliott jugó al baloncesto en el Instituto Cholla en Tucson, y posteriormente cuatro temporadas con los Wildcats de la Universidad de Arizona bajo la tutela de Lute Olson, en las que promedió 19,2 puntos y 6,1 rebotes por partido. Además, ganó el Premio John R. Wooden, el Trofeo Adolph Rupp y el de Jugador del Año de la NABC tras una excepcional temporada de sénior.

### Profesional
Fue seleccionado en la tercera posición del Draft de 1989 por San Antonio Spurs, pasando allí la mayor parte de su carrera, con la excepción de la temporada 1993-94 que la disputó en Detroit Pistons. Elliott fue una pieza clave en el título de los Spurs en 1999, anotando una canasta de tres puntos en el segundo partido de las Finales de Conferencia ante Portland Trail Blazers que valió la victoria. Esta jugada fue nombrada como "Memorial Day Miracle".
Poco después del campeonato, Elliott anunció que había jugado a pesar de tener una enfermedad de riñón y que necesitaba un trasplante. Fue operado el día 16 de agosto de ese año, recibiendo un ríñón de su hermano Noel. El 13 de marzo de 2000, se convirtió en el primer jugador que regresa a las canchas tras un trasplante de riñón, en un partido que les enfrentaba a Atlanta Hawks. En 2001 oficializó su retirada.
El mejor partido en la carrera de Elliott se produjo el 18 de diciembre de 1992 ante Dallas Mavericks, endosándoles 41 puntos. Finalizó su carrera profesional promediando 14.2 puntos por partido, 4.3 rebotes y 2.6 asistencias. Elliott es el jugador que más tiros de campo ha anotado en la historia de los Spurs (563) y ha intentado (1.485). También es el único jugador en la historia de la franquicia en estar en los diez primeros puestos en seis diferentes categorías estadísticas: partidos jugados (tercero, 669), puntos (cuarto, 9.659), rebotes (sexto, 2.941), asistencias (séptimo, 1700), robos (octavo, 522) y tapones (noveno, 257). 
Elliott fue analista de The NBA on NBC y, durante la temporada 2003-2004, de ABC Sports y ESPN.
El 6 de marzo de 2005 su camiseta fue retirada con su dorsal #32.

## Estadísticas de su carrera en la NBA
|  | Denota temporadas en las que ganó el Campeonato de la NBA |

### Temporada regular
| Año     | Equipo      | PJ  | PT  | MPP  | %TC  | %3P  | %TL  | RPP | APP | ROB | TPP | PPP  |
| ------- | ----------- | --- | --- | ---- | ---- | ---- | ---- | --- | --- | --- | --- | ---- |
| 1989-90 | San Antonio | 81  | 69  | 25.1 | .481 | .111 | .866 | 3.7 | 1.9 | 0.6 | 0.2 | 10.0 |
| 1990-91 | San Antonio | 82  | 82  | 37.1 | .490 | .313 | .808 | 5.6 | 2.9 | 0.8 | 0.4 | 15.9 |
| 1991-92 | San Antonio | 82  | 82  | 38.0 | .494 | .305 | .861 | 5.4 | 2.6 | 1.0 | 0.4 | 16.3 |
| 1992-93 | San Antonio | 70  | 70  | 37.2 | .491 | .356 | .798 | 4.6 | 3.8 | 1.0 | 0.4 | 17.2 |
| 1993-94 | Detroit     | 73  | 73  | 33.0 | .455 | .299 | .803 | 3.6 | 2.7 | 0.7 | 0.4 | 12.1 |
| 1994-95 | San Antonio | 81  | 81  | 35.3 | .468 | .408 | .807 | 3.5 | 2.5 | 1.0 | 0.5 | 18.1 |
| 1995-96 | San Antonio | 77  | 77  | 37.7 | .466 | .411 | .771 | 5.1 | 2.7 | 0.9 | 0.4 | 20.0 |
| 1996-97 | San Antonio | 39  | 39  | 35.7 | .422 | .333 | .755 | 4.9 | 3.2 | 0.6 | 0.6 | 14.9 |
| 1997-98 | San Antonio | 36  | 36  | 28.1 | .403 | .378 | .718 | 3.4 | 1.7 | 0.7 | 0.4 | 9.3  |
| 1998-99 | San Antonio | 50  | 50  | 30.2 | .410 | .328 | .757 | 4.3 | 2.3 | 0.5 | 0.3 | 11.2 |
| 1999-00 | San Antonio | 19  | 19  | 20.6 | .358 | .351 | .781 | 2.5 | 1.5 | 0.6 | 0.1 | 6.0  |
| 2000-01 | San Antonio | 52  | 34  | 23.6 | .434 | .426 | .714 | 3.3 | 1.6 | 0.4 | 0.5 | 7.9  |
| Total   | Total       | 742 | 712 | 33.0 | .465 | .375 | .800 | 4.3 | 2.6 | 0.8 | 0.4 | 14.2 |

### Playoffs
| Año   | Equipo      | PJ | PT | MPP  | %TC  | %3P  | %TL   | RPP | APP | ROB | TPP | PPP  |
| ----- | ----------- | -- | -- | ---- | ---- | ---- | ----- | --- | --- | --- | --- | ---- |
| 1990  | San Antonio | 10 | 10 | 29.1 | .552 | .000 | .724  | 4.1 | 1.8 | 0.9 | 0.6 | 12.7 |
| 1991  | San Antonio | 4  | 4  | 33.0 | .425 | .000 | .781  | 5.5 | 4.0 | 1.0 | 0.3 | 14.8 |
| 1992  | San Antonio | 3  | 3  | 45.7 | .475 | .625 | .889  | 4.3 | 2.7 | 1.0 | 1.3 | 19.7 |
| 1993  | San Antonio | 10 | 10 | 38.1 | .472 | .214 | .925  | 4.8 | 3.6 | 0.8 | 0.3 | 15.8 |
| 1995  | San Antonio | 15 | 15 | 38.3 | .435 | .364 | .776  | 4.8 | 2.7 | 0.7 | 0.5 | 17.3 |
| 1996  | San Antonio | 10 | 10 | 38.9 | .402 | .294 | .797  | 3.9 | 2.5 | 1.1 | 0.4 | 15.5 |
| 1999  | San Antonio | 17 | 17 | 33.8 | .444 | .400 | .763  | 3.4 | 2.6 | 0.5 | 0.2 | 11.9 |
| 2000  | San Antonio | 4  | 4  | 29.8 | .375 | .385 | .625  | 5.5 | 1.3 | 0.0 | 0.5 | 10.0 |
| 2001  | San Antonio | 12 | 0  | 19.9 | .373 | .364 | 1.000 | 2.2 | 1.2 | 0.4 | 0.5 | 4.8  |
| Total | Total       | 85 | 73 | 33.4 | .445 | .356 | .801  | 4.0 | 2.4 | 0.7 | 0.4 | 13.2 |